# Mikhail Lazarev
Mikhail Petrovich Lazarev (em russo: Михаил Петрович Лазарев) 14 de novembro (O.S. 3 de novembro) 1788 – 23 de abril (O.S. 11 de abril) 1851)) foi um navegador e um explorador russo do Antártica. Fez três viagens de circum-navegação. A segunda foi a expedição imperial russa comandada pelo almirante Bellingshausen, durante a qual descobriu o continente antártico, em 28 de janeiro de 1820.

## Educação e início de carreira
Lazarev nasceu em Vladimir, um descendente da antiga nobreza russa da província de Vladimir. Em 1800, ele se matriculou no Colégio Naval da Rússia. Três anos mais tarde, ele foi enviado para a britânica Royal Navy, onde ele iria ficar para uma navegação contínua de cinco anos. De 1808 a 1813, Lazarev serviu na Frota do Báltico. Ele participou da Guerra Russo-Sueca de 1808–1809 e da Guerra Patriótica de 1812.

## Carreira como explorador
Lazarev circunavegou o globo pela primeira vez em 1813-1816, a bordo do navio Suvorov; a expedição começou em Kronstadt e chegou ao Alasca. Durante esta viagem, Lazarev descobriu o Atol de Suvorov.
Como comandante do navio Mirny e vice de Fabian Gottlieb von Bellingshausen em seu cruzeiro mundial em 1819-1821 (Bellingshausen comandou Vostok), Lazarev participou da descoberta da Antártica e de várias ilhas. Em 28 de janeiro de 1820, a expedição descobriu o continente Antártico, aproximando-se da costa antártica nas coordenadas 69 ° 21′28 ″ S 2 ° 14′50 ″ W e vendo campos de gelo lá.
Em 1822–1825, Lazarev circunavegou o globo pela terceira vez em sua fragata Kreyser, conduzindo uma ampla pesquisa nas áreas de meteorologia e etnografia.

## Comandos de guerra
Em 1826, Lazarev tornou-se comandante do navio Azov, que zarparia para o Mar Mediterrâneo como a nau capitânia do Primeiro Esquadrão do Mediterrâneo sob o comando do Almirante Login Petrovich Geiden e participou da Batalha de Navarino em 1827. Lazarev recebeu o posto de contra-almirante por sua excelência durante a batalha.
Em 1828-1829, ele foi o responsável pelo bloqueio dos Dardanelos. Em 1830, Lazarev retornou a Kronstadt e tornou-se comandante de unidades navais da Frota do Báltico. Dois anos depois, ele foi nomeado Chefe do Estado-Maior da Frota do Mar Negro. Em fevereiro-junho de 1833, Lazarev liderou um esquadrão russo ao Bósforo e assinou o Tratado de Hünkâr İskelesi com o Império Otomano. Em 1833, Lazarev foi nomeado Comandante da Frota do Mar Negro, dos portos do Mar Negro e também governador militar de Sebastopol e Mykolaiv.

## Influência e legado
O almirante Lazarev exerceu grande influência tanto em questões técnicas quanto como mentor de oficiais mais jovens. Ele defendeu a construção de uma frota a vapor, mas o atraso técnico e econômico da Rússia atrapalhou seus planos. Ele ensinou vários comandantes da frota russa, incluindo Pavel Nakhimov (1802-1855), Vladimir Alexeyevich Kornilov (1806-1854), Vladimir Istomin (1810-1855) e Grigory Butakov (1820-1882).
As marinhas russa e soviética tinham navios com o nome do almirante:
- Um cruzador leve encomendado para a Marinha Imperial Russa em 1914, concluído e renomeado Krasnyi Kavkaz após a Revolução Russa de 1917
- Admiral Lazarev, um cruzador da classe Sverdlov construído no início dos anos 1950
- O cruzador de batalha da classe Kirov, Frunze, renomeado como Admiral Lazarev após a dissolução da União Soviética em 1991.

Lazarev é enterrado com seus discípulos Nakhimov, Kornilov e Istomin no Túmulo dos Almirantes em Sebastopol. Um planeta menor 3660 Lazarev, descoberto pelo astrônomo soviético Nikolai Stepanovich Chernykh em 1978, leva o seu nome.

## Mapa
- Rota da expedição de Bellingshausen e Lazarev